# Chùa Linh Phước

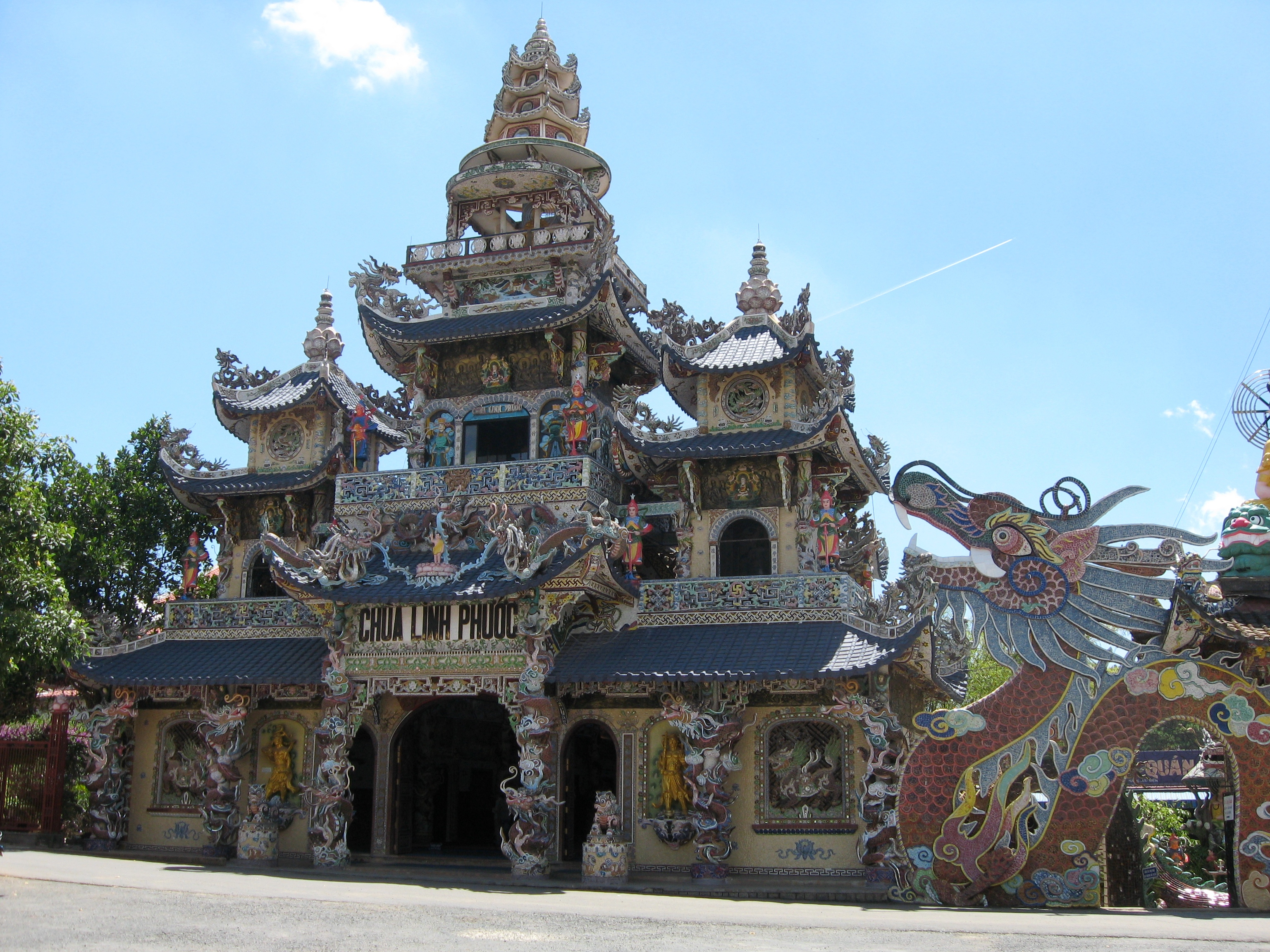
Phía trước Chùa Linh Phước

Chùa Linh Phước (chữ Hán: 靈福寺) tọa lạc tại số 120 Tự Phước, thuộc địa bàn Trại Mát, cách trung tâm thành phố Đà Lạt 8 km, trên quốc lộ 20. Chùa còn được gọi là Chùa Ve Chai vì trong sân chùa có con rồng dài 49 m được làm bằng 12.000 vỏ chai lọ. Chùa Linh Phước là một công trình kiến trúc khảm sành đặc sắc của thành phố Đà Lạt.

## Lịch sử
Chùa được khởi công xây dựng vào năm 1949, hoàn thành năm 1950. Năm 1990 thượng tọa Thích Tâm Vị cho trùng tu lại chùa và xây dựng thêm nhiều công trình mới.
Chùa Linh Phước trải qua 5 đời trụ trì:
- Hòa thượng Thích Minh Thể (1951–1954)
- Hòa thượng Thích An Hòa (1954–1956)
- Hòa thượng Thích Quảng Phát (1956–1959)
- Hòa thượng Thích Minh Đức (1959–1985)
- Thượng tọa Thích Tâm Vị (từ 1985 đến nay)

## Kiến trúc

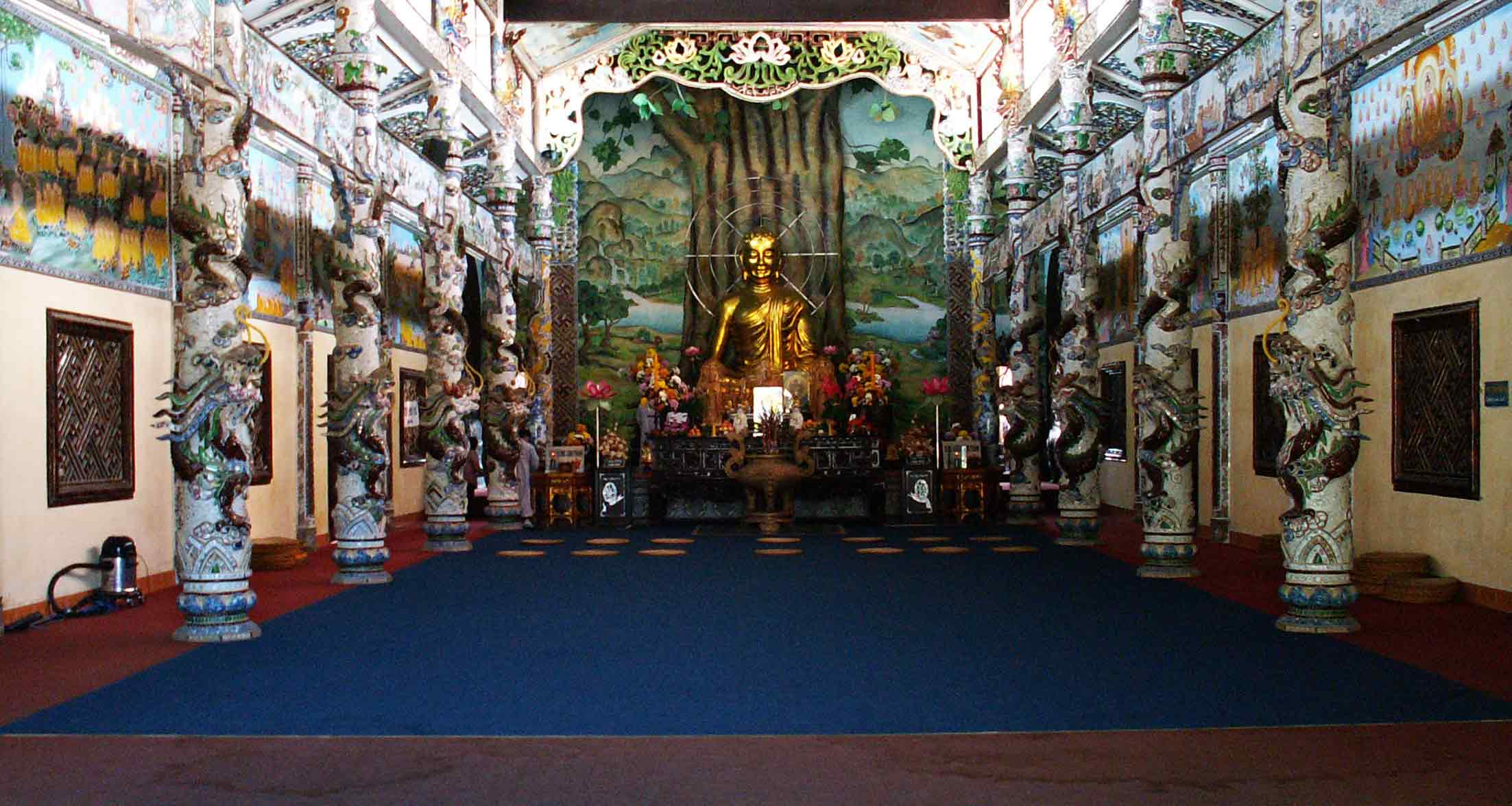
Chính điện chùa Linh Phước

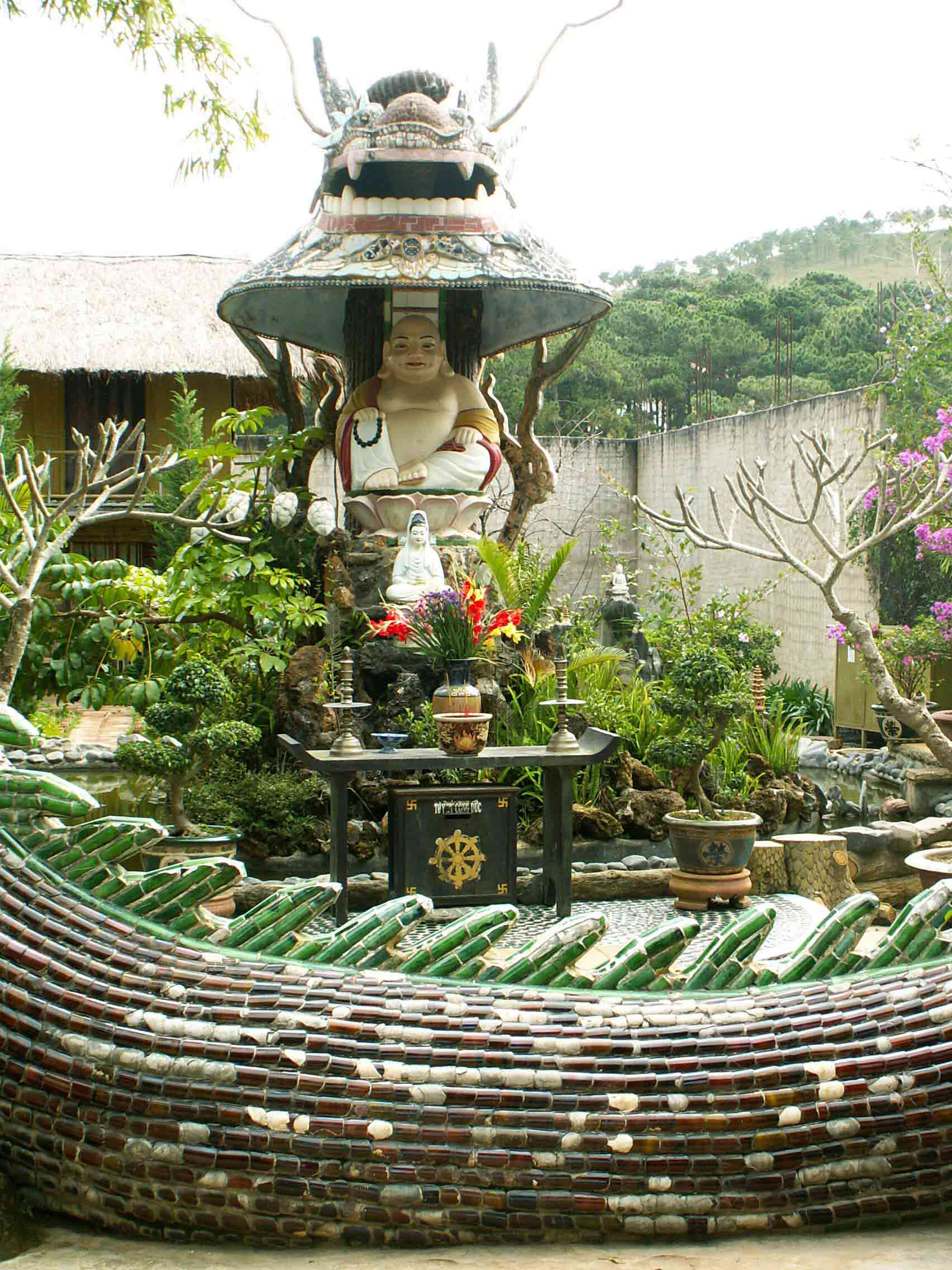
Rồng trong Hoa Long Viên

Chánh điện dài 33 m, rộng 12 m có 2 hàng cột rồng khảm sành, bên trên là nhiều bức phù điêu khảm sành giới thiệu về lịch sử Phật Thích Ca và những điển tích trong các kinh Pháp hoa, kinh A di đà.
Sân chùa (Hoa Long Viên) có con rồng dài 49 m, vây rồng được làm bằng 12.000 vỏ chai bia, miệng rồng che phủ tượng Phật Di Lặc. Trước Hoa Long Viên là tòa Linh Tháp 7 tầng cao hơn 37 m, được coi là tháp chuông chùa cao nhất Việt Nam. Trong lòng tháp treo Đại Hồng Chung cao 4,3 m, miệng chuông rộng 2,33 m, nặng 8.500 kg, được đúc vào năm 1999, trước đây được xem là chuông nặng nhất Việt Nam, hiện nay chiếc chuông nặng nhất Việt Nam thuộc về Chuông tại Bảo Tháp của Chùa Bái Đính Ninh Bình. Trước sân chùa là đài Quán Thế Âm. Ngoài ra, nơi đây còn có nhà trưng bày đá quý, sành sứ cổ và đồ gỗ mỹ nghệ.

## Ảnh

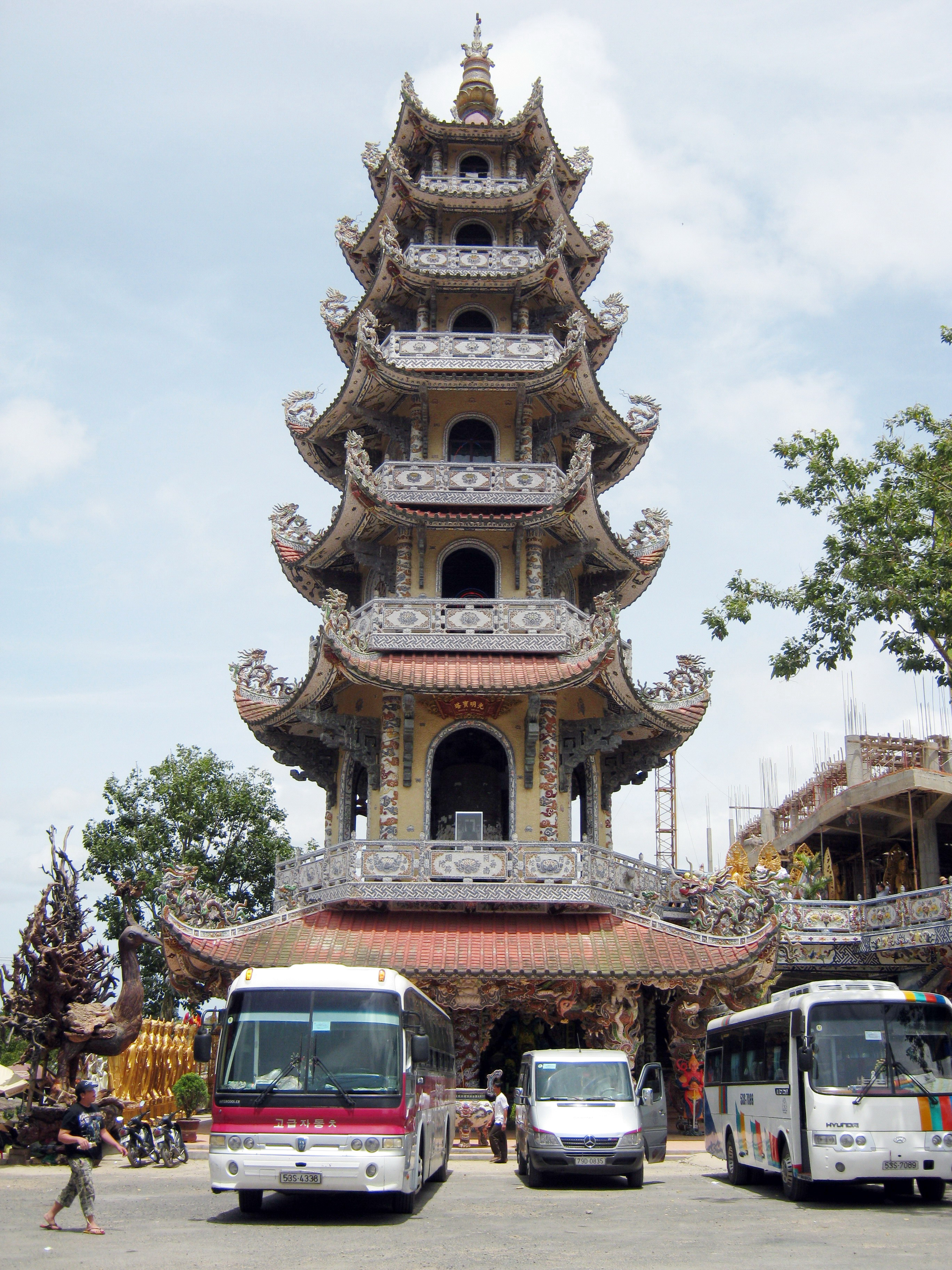
Tháp chuông chùa Linh Phước
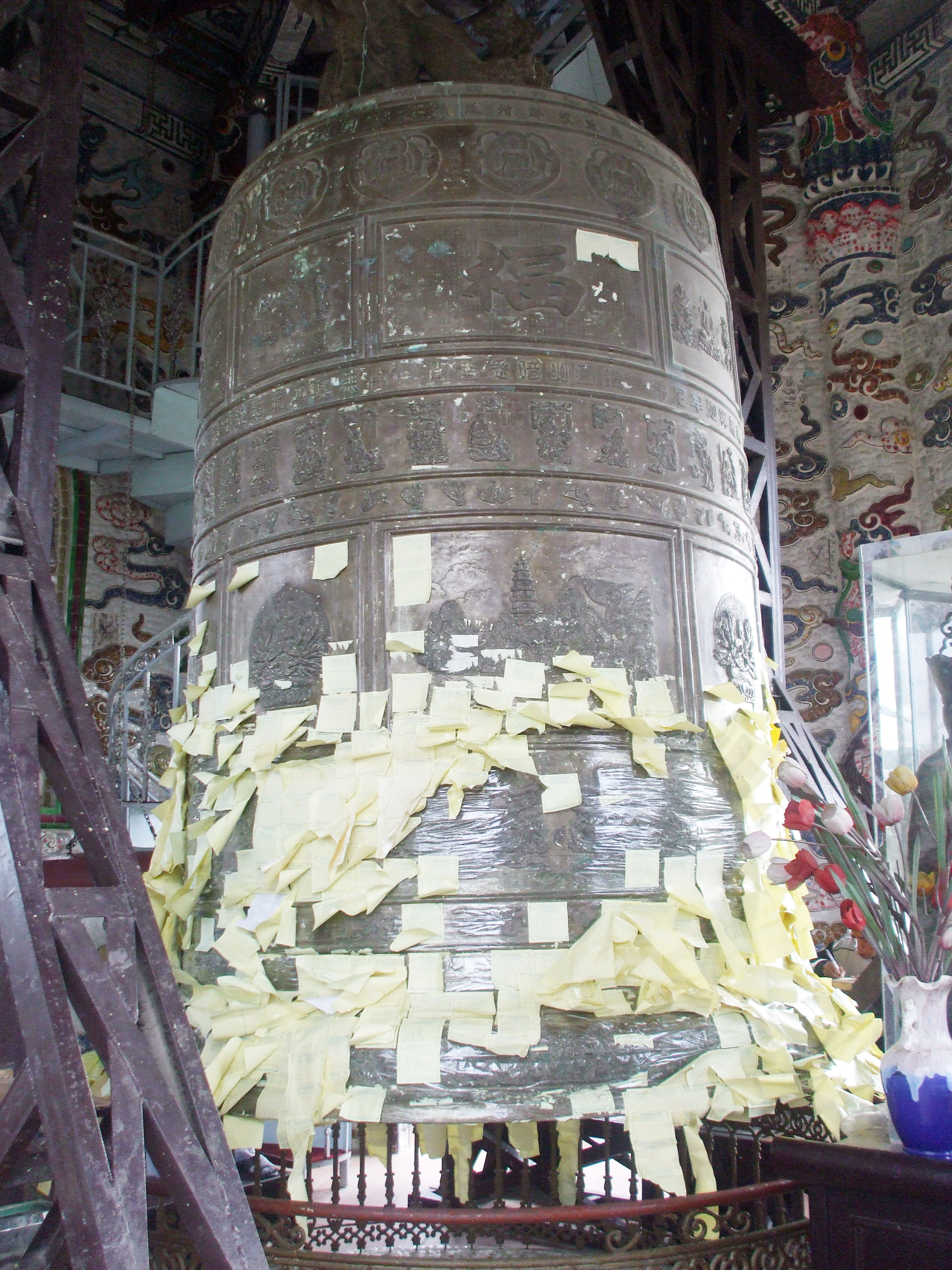
Đại hồng chung chùa Linh Phước
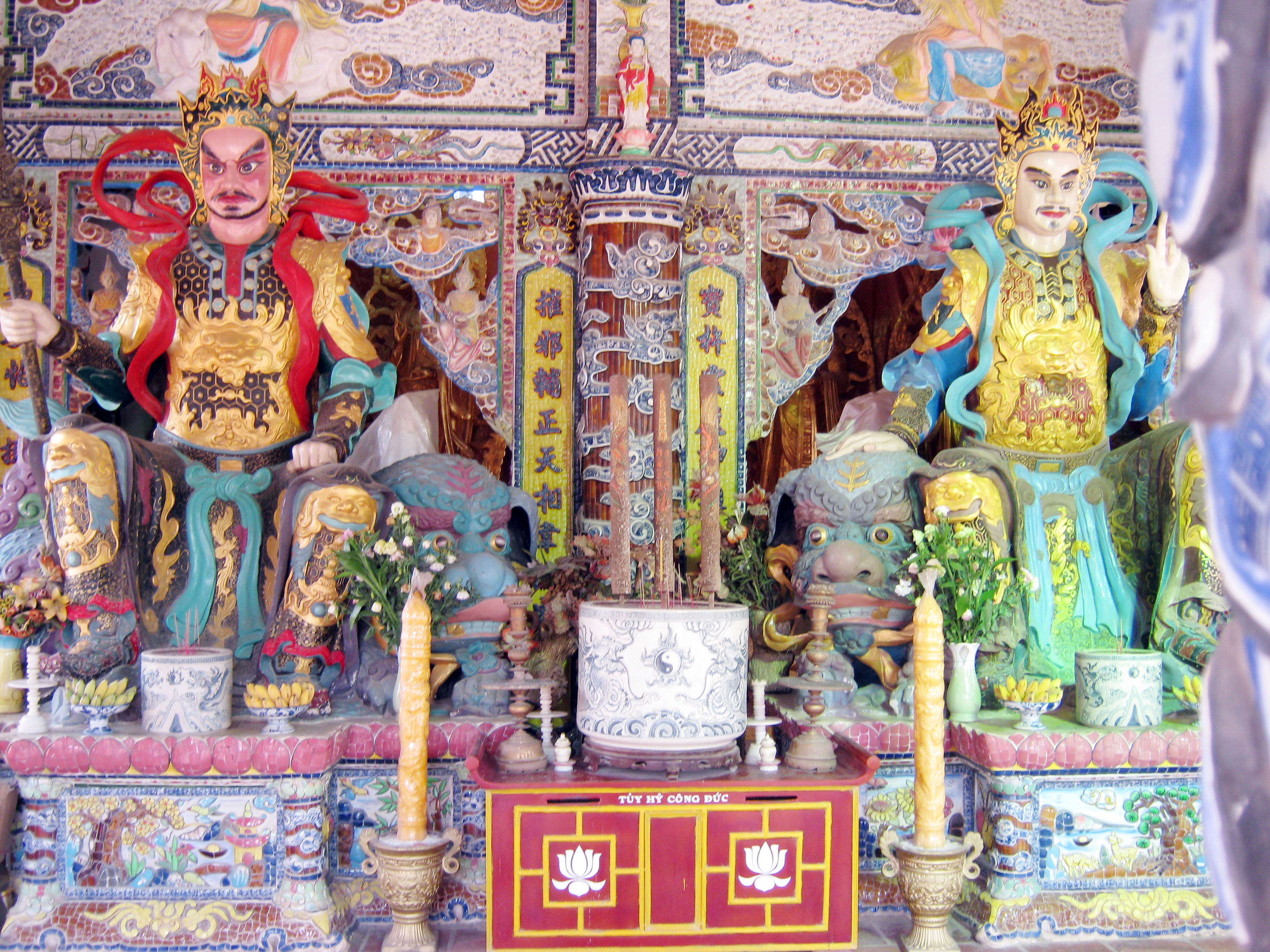
Hai tượng hộ pháp cao lớn trong tháp chuông
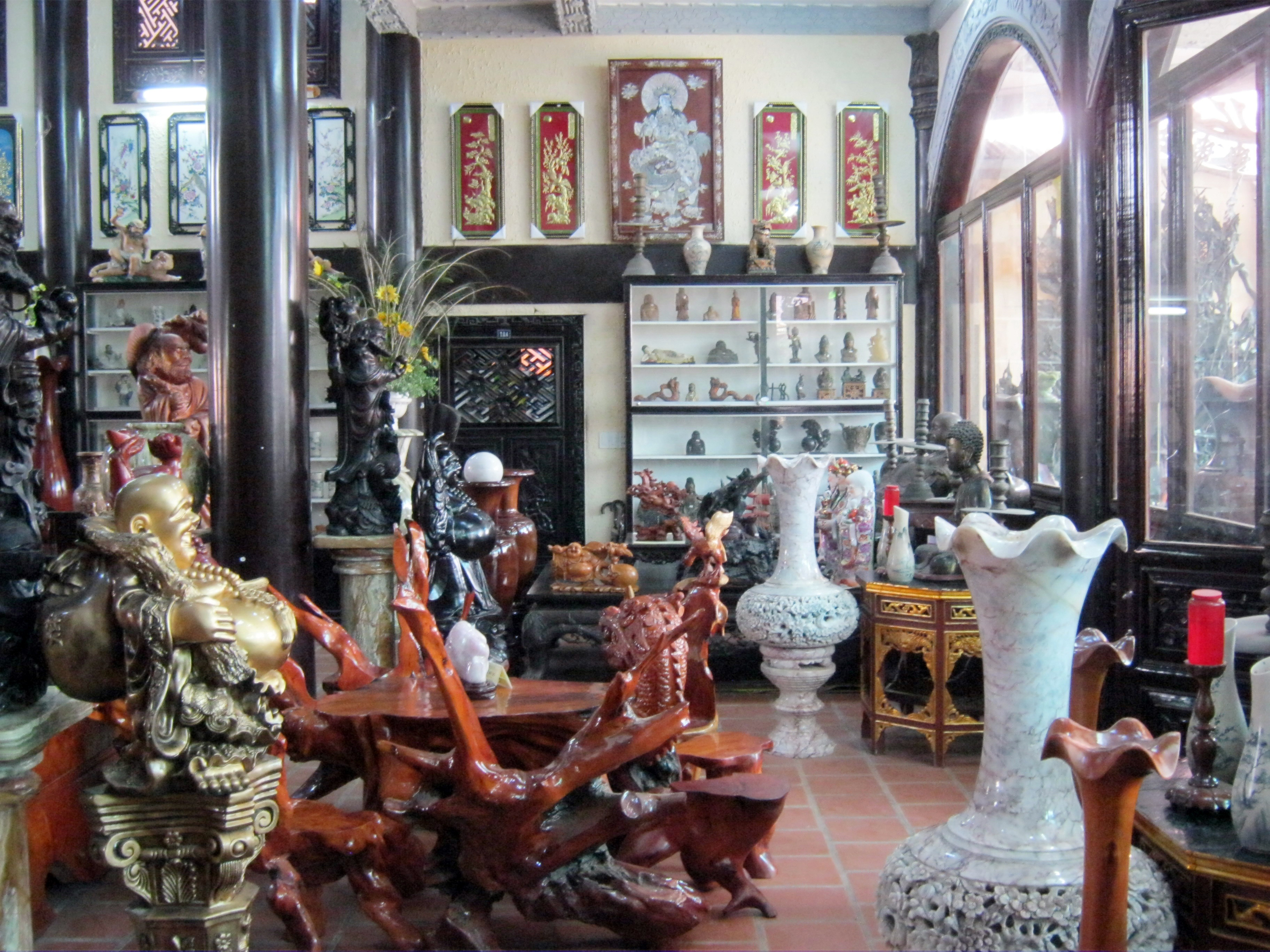
Một phần nhỏ trong vô số đồ mỹ thuật được trưng bày tại chùa